# Білобровський Олександр Григорович
Олександр Григорович Білобро́вський (нар. 1 листопада 1949, Залиман) — український художник і педагог; член Спілки художників України з 1993 року.

## Біографія
Народився 1 листопада 1949 року в селі Залимані (нині Богучарський район Воронезької області, Росія). 1965 року закінчив Луганське художнє училище, де його викладачами були зокрема Тамара Капканець, Дмитро Фуліді, Валентин Тараненко. 
Працював художником на підприємстві. З 1980 року викладав у Луганській дитячій художній школі. У 1983 році закінчив Український поліграфічний інститут у Львові, де навчався у Валентина Бунова та В. Овчинникова.

## Творчість
Працює в галузі станкової графіки і станкового живопису. Переважно пише пейзажі, створює аварелі та олійні картини. Сере робіт:
- «Початок дня» (1977);
- «Ніч у степу» (1987);
- «Хмара» (1990);
- «Тиша» (1993);
- «Нічні ліхтарі»(1993);
- «Годинник» (1993);
- «Святі гори» (1995);
- «Місяць у лісі»(1998);
- «Старе подвір'я» (1998).

З 1977 року бере участь у республіканських та всеукраїнських виставках.